# إتش أرنولد بارتون
إتش أرنولد بارتون (بالإنجليزية: H. Arnold Barton)‏ هو مؤرخ أمريكي، ولد في 30 نوفمبر 1929 في لوس أنجلوس في الولايات المتحدة، وتوفي في 28 سبتمبر 2016 في ستوكهولم في السويد.